# Lavalu
Lavalu (pseudoniem van Marielle Woltring, (Cleveland (Ohio), 9 april 1979) is een Nederlandse componist en podiumkunstenaar werkzaam in zowel de muzieksector als het theater.

## Biografie

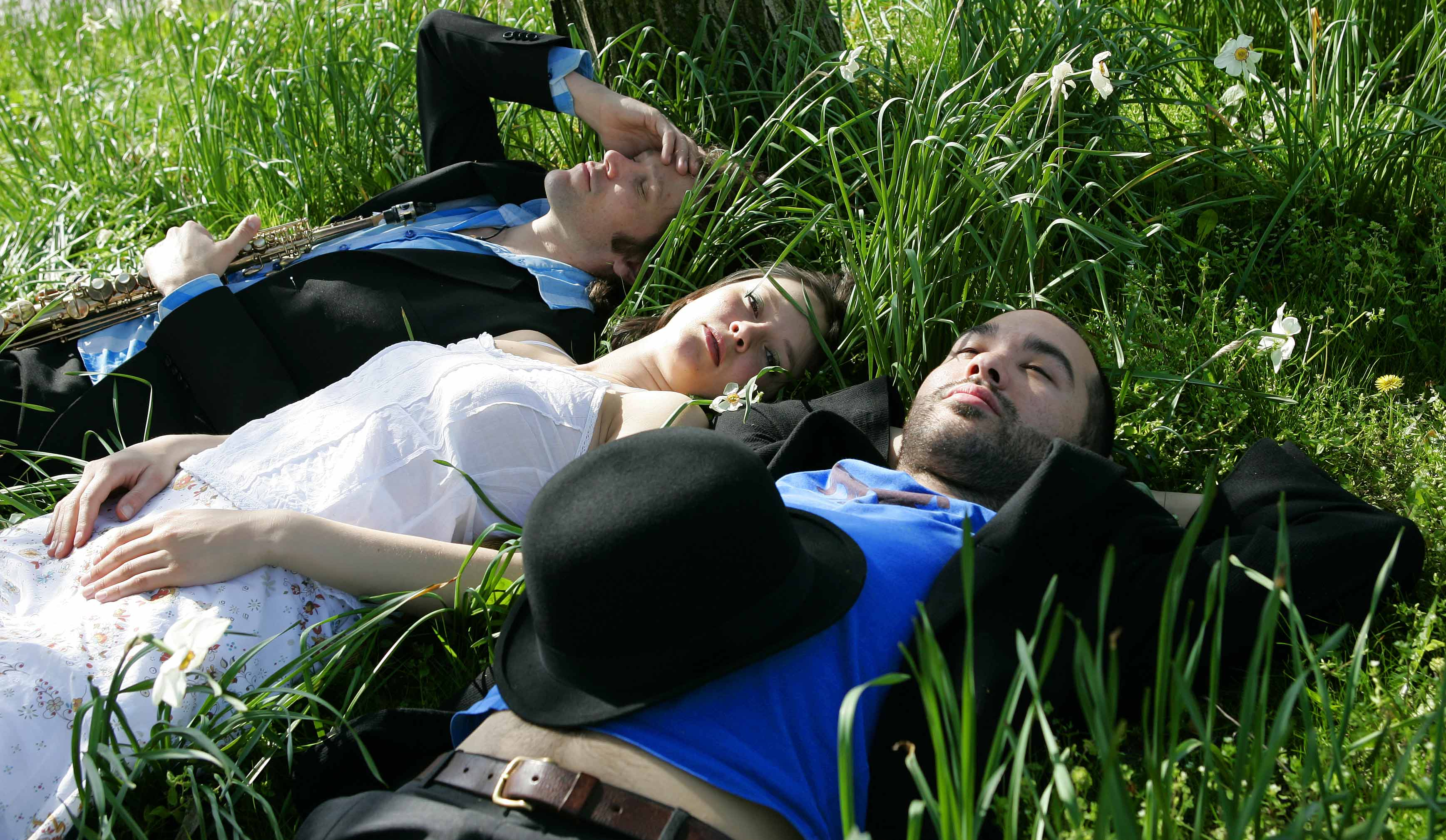
Lavalu en bandleden

Woltring werd geboren in Cleveland. Ze groeide op in Eindhoven en woont in Arnhem. Zij kreeg klassieke pianolessen vanaf haar vierde jaar. Tegen het einde van haar puberteit ontdekte zij artiesten als Radiohead, Róisín Murphy en Björk die haar inspireerden om zelf te gaan componeren en teksten te schrijven. Zij ging als singer-songwriter van start onder haar eigen naam en bracht in 1998 de demo 7 jaar gesloten uit. Deze cd bevat drie nummers (Ballerina, Too late to say sorry en Prikkeldraad) die Woltring voor de jaarsluitingen van 1994, 1995 en 1996 had geschreven.
In 2004 nam zij de artiestennaam Lavalu aan. In 2005 won Lavalu het Juttersfestival en bracht ze de Extended play Anxiety uit. In 2006 won ze de Park Open Live Music Prijs en speelde ze onder meer op Polderpop. In november 2007 bracht ze haar tweede ep, Lavalu Now, uit. Ze trad onder meer op op Noorderslag, in Paradiso en op het Montreux Jazz Festival. Hierna volgde de ep Now. In september 2009 verscheen haar debuutalbum Hope or liquid courage.
Lavalu ging verder als singer-songwriter en bracht in 2013 haar 2e studioalbum, Fighting Wildfires, uit, gefinancierd met behulp van het crowdfundingplatform Voordekunst. Op 26 april 2013 kwam haar eerste single van dit album uit: Hey, the sun's here.
In 2014 speelde Lavalu de rol van Gijsje in de musical De Witt of Oranje.
In 2017 heeft Lavalu de muziek geschreven voor Het Pauperparadijs, een musical gebaseerd op het waargebeurde biografische boek van Suzanna Jansen, met liedteksten door Tom de Ket.
Datzelfde jaar tourde ze met haar soloalbum "Solitary High" de Nederlandse theaters rond. Deel twee en drie volgden in de jaren daarna.
In 2019 bracht Lavalu haar nieuwe album - deel II van het drieluik - "Midair" uit.
In 2022 bracht Lavalu het slotalbum "Earthbound!" van het drieluik uit  die startte met "Solitary High" en vervolgde met "Midair". De première en release party vonden plaats in het Concertgebouw in Amsterdam, samen met altvioliste Roosmarijn Tuenter en cellist Paul Rittel]. De brug slaand tussen klassiek en pop. .  In dit slotalbum gaat het over toch met je voeten in de modder staan, ook al wil je via het aantrekken van een glitterpak en een high daaraan ontsnappen. Het leven is niet maakbaar, concludeert ze. 

## Discografie

### Albums
| Album met eventuele hitnotering(en) in de Nederlandse Album Top 100 | Datum van verschijnen | Datum van binnenkomst | Hoogste positie | Aantal weken | Opmerkingen |
| ------------------------------------------------------------------- | --------------------- | --------------------- | --------------- | ------------ | ----------- |
| Hope or liquid courage                                              | 2009                  | 03-10-2009            | 92              | 2            |             |
| Fighting Wildfires                                                  | 2013                  | 07-06-2013            | 24              | 2            |             |
| Solitary High                                                       | 2017                  | 11-11-2017            | 62              | 1            |             |
| Midair                                                              | 2019                  | 13-10-2017            |                 |              |             |
| Earthbound!                                                         | 2022                  | 08-04-2022            |                 |              |             |

### Singles
| Single met eventuele hitnotering(en) in de Nederlandse Top 40 | Datum van verschijnen | Datum van binnenkomst | Hoogste positie | Aantal weken | Opmerkingen |
| ------------------------------------------------------------- | --------------------- | --------------------- | --------------- | ------------ | ----------- |
| Anxiety                                                       | 2005                  | -                     |                 |              |             |
| Building castle                                               | 2007                  | -                     |                 |              |             |
| Lavalu Now                                                    | 2007                  | -                     |                 |              |             |
| I want more                                                   | 2008                  | -                     |                 |              |             |
| Great expectations                                            | 2009                  | -                     |                 |              |             |
| Hey, the sun's here                                           | 2013                  | -                     |                 |              |             |
| Break Up                                                      | 2013                  | -                     |                 |              |             |

## Filmografie

### 2006
- Van Speijk - Sonja (1 aflevering)
- Kilkenny Cross - Tess

### 2007
- The Making Of - Marleen

### 2008
- Harry Doright's Prelude to Hell - Cybill

### 2009
- De multi culti story - Jenny